# Chamovniki
Chamovniki (ryska: Хамо́вники) är ett distrikt i Tsentralnyj administrativnyj okrug i Moskva. Det hade 106 260 invånare år 2015.
I distriktet finns bland annat Pusjkinmuseet, Kristus Frälsarens katedral, Novodevitjijklostret, och Luzjnikistadion.